# Kohátka kalíškatá
Kohátka kalíškatá (Tofieldia calyculata) je druh jednoděložné rostliny z čeledi kohátkovité (Tofieldiaceae). Starší taxonomické systémy ji řadily do čeledi liliovité v širším pojetí (Liliaceae s.l.) či kýchavicovité (Melanthiaceae).

## Popis

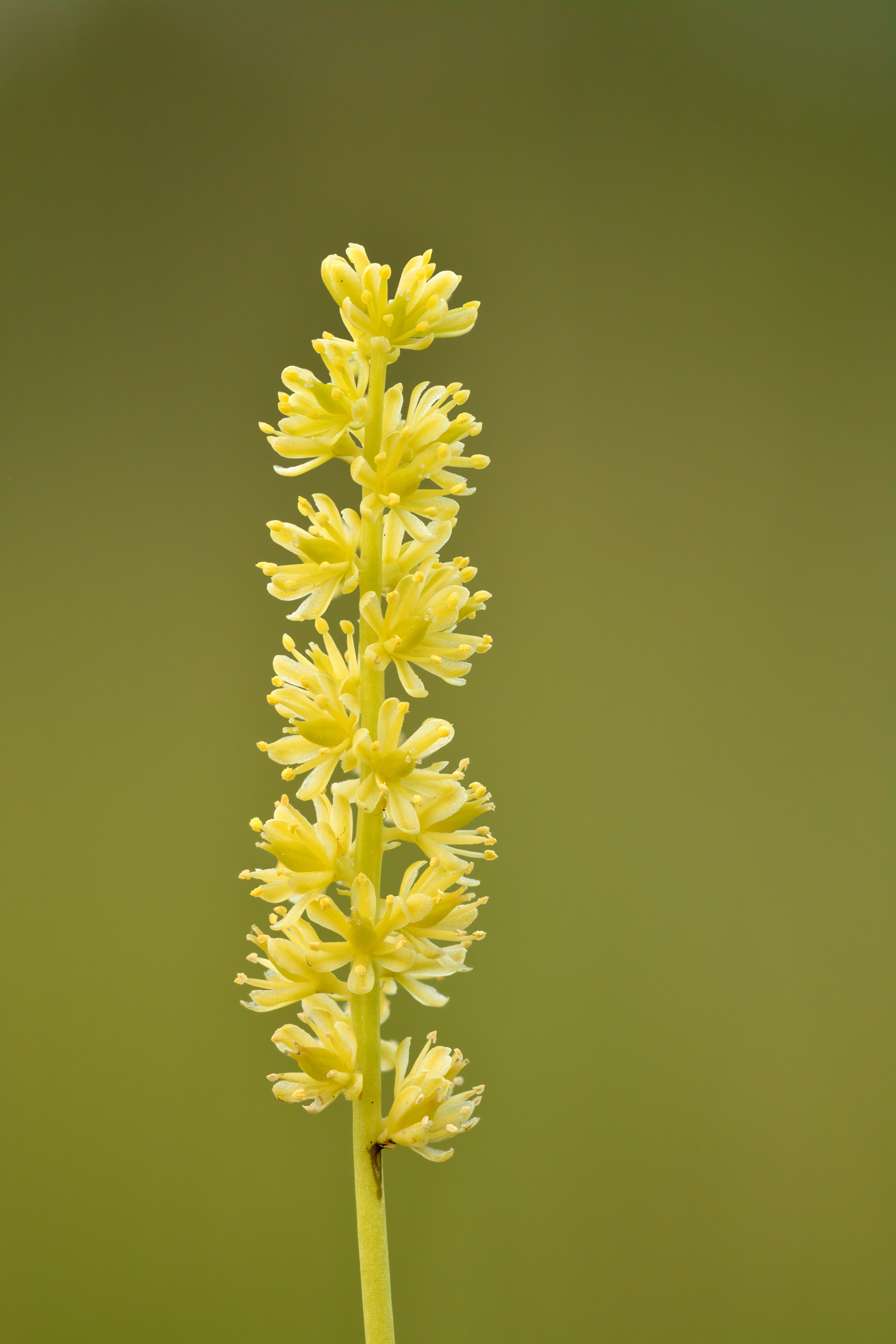

Jedná se o vytrvalou, asi 10–45 cm vysokou bylinu s oddenkem. Listy jsou nahloučeny v přízemní růžici, 1–2 listy jsou i na lodyze. Listy jsou jednoduché, přisedlé, s listovými pochvami. Čepele listů jsou celokrajné, čárkovité, se souběžnou žilnatinou, asi 1,5–15 cm dlouhé a 2–4 mm široké, 4–8 žilné. Květy jsou oboupohlavné, jsou v květenstvích, ve vrcholových cca 2–6 cm dlouhých hroznech. Květy jsou krátce stopkaté a vyrůstající z paždí listenu, na květní stopce jsou 2 listénce, vytvářejí jakýsi kalíšek. Květy jsou pravidelné, okvětí je vyvinuto, zpravidla 6 okvětních lístků ve 2 přeslenech (3+3), okvětní lístky jsou žlutavé, vytrvalé. Tyčinek je 6, ve 2 přeslenech. Gyneceum je složeno ze 3 plodolistů, synkarpní, semeník je svrchní. Plod je suchý, pukavý, jedná se o cca 3–3,5 mm dlouhou tobolku. Semena jsou četná a drobná.

## Rozšíření ve světě
Jedná se o evropský druh s centrem rozšíření ve střední a východní Evropě, hlavně v Alpách a vápencových Karpatech, málo v Pyrenejích, na východ sahá po západní Rusko, na sever ostrůvkovitě po Baltské moře.

## Výskyt v Česku
V ČR roste vzácně ve středních a severních Čechách, dříve i v jižních Čechách, kde dodnes přetrvala na Kralovických loukách u Prachatic, vzácně roste také ve východních Čechách u Českého Meziříčí a na Opavsku.